# قلعه ایوابیتسو
قلعه ایوابیتسو (به ژاپنی: 岩櫃城, Iwabitsu-jō) یک قلعه ژاپنی کوهستانی است که در هیگاشی‌آگاتسوما، گونما، استان گونما، ژاپن قرار دارد.